# Вассер, Маркус
Маркус Вассер (нем. Markus Wasser, 7 мая 1968, Швейцария) — швейцарский бобслеист, разгоняющий, выступавший за сборную Швейцарии во второй половине 1990-х годов. Серебряный призёр зимних Олимпийских игр 1998 года в Нагано, серебряный призёр чемпионата мира, неоднократный победитель на различных этапах Кубка мира.

## Биография
Маркус Вассер родился 7 мая 1968 года, выступать в бобслее на профессиональном уровне начал в середине 1990-х годов и с самого начала стал показывать неплохие результаты, а в 1996 году завоевал серебряную медаль на чемпионате мира в Калгари. В 1998 году поехал защищать честь страны на Олимпийские игры в Нагано, где исполнял роль разгоняющего четырёхместного боба, куда кроме него вошли пилот Марсель Рёнер с разгоняющими Маркусом Нюссли и Беатом Зайцем. Вместе им удалось подняться до второго места зачёта четвёрок и завоевать серебряные награды.